# 2010年日本

## 領導人
- 天皇 – 明仁
- 內閣總理大臣：鳩山由紀夫→菅直人

## 逝世
- 1月1日：成川哲夫（成川 哲夫），65歲，日本男演員，作品有《電子分光人》（スペクトルマン，港譯《天外怪魔》），罹肺癌去世。星島日報
- 4月7日：木村拓也（日語：木村 拓也（きむら たくや）），37歲，日本棒球選手，因蛛網膜下腔出血不治。Yahoo!中時電子報
- 6月1日：大野一雄，103歲，日本舞蹈家。讀賣新聞
- 7月20日：早乙女愛（さおとめ あい），51歲，日本女星，曾與西城秀樹合演電影《愛與誠》，因多個器官衰竭病世。新報[]
- 7月27日：長谷川裕見子（はせがわ ゆみこ），85歲，原名船越琴子（ふなこし・ことこ），日本女演員，曾參演經典日片《源氏物語》，因轉移性肺癌病逝。每日jp
- 7月27日：山本真純（山本 真純），34歲，日本電視台新聞主播，疑似跳樓自殺身亡。聯合報